# Juanín García
Juan Antonio García Lorenzana (* 28. August 1977 in León, Spanien), bekannt als Juanín García, ist ein ehemaliger spanischer Handballspieler. Bei der Wahl zum Welthandballer des Jahres 2004 wurde der Linksaußen Zweiter.
Mit 2684 Toren ist er der Rekordtorschütze der spanischen Liga ASOBAL. Mit 628 Spielen liegt er in der ewigen Einsatzliste der Liga auf Platz 2 hinter José Javier Hombrados (767).

## Karriere
Juanín García bestritt seine ersten Ligaspiele in der Liga ASOBAL für Ademar León. Hier gewann er 2000/2001 die spanische Meisterschaft, 2001/2002 die Copa del Rey, 1998/99 die Copa ASOBAL sowie 1998/99 und 2004/05 den Europapokal der Pokalsieger. 2005 wechselte García zum FC Barcelona, mit dem er 2005/06, 2010/11, 2011/12, 2012/13 und 2013/14 erneut die spanische Meisterschaft, 2006/07 erneut die Copa ASOBAL sowie den spanischen Supercup und 2013/14 die Supercopa Asobal, die Copa ASOBAL und den Königspokal gewann. In der Saison 2010/11 gewann er mit Barcelona die EHF Champions League. Nach der Saison 2013/14 verließ er den FC Barcelona und wechselte zu Naturhouse La Rioja. Im Sommer 2015 kehrte er zu Ademar León zurück. Nach der Saison 2018/19 beendete er seine Karriere und übernahm bei Ademar León ein Traineramt im Anschlussbereich.
Juanín García hat 206 Länderspiele für die spanische Nationalmannschaft bestritten und ist mit 822 Toren spanischer Rekordtorschütze. Bei der Weltmeisterschaft 2005 in Tunesien wurde er mit Spanien Weltmeister. Im selben Jahr gewann er mit der spanischen Auswahl die Mittelmeerspiele. Außerdem holte er bei der Europameisterschaft 2006 in der Schweiz Silber. Bei der Weltmeisterschaft 2007 in Deutschland schied er mit Spanien bereits im Viertelfinale gegen Deutschland aus und belegte einen siebten Platz. Bei den Olympischen Spielen 2008 und der Weltmeisterschaft 2011 gewann er mit dem Nationalteam die Bronzemedaille.

## Ehrungen
Im Jahr 2024 wurde er in die Hall of Fame Asobal aufgenommen.